# Wilhelm Johann Maria von Blumenstein
Wilhelm Johann Maria Freiherr von Blumenstein (* 3. Mai 1768 in Vienne; † 14. Dezember 1835 in Konradswaldau) war ein preußischer Generalmajor, Kommandant der Festung Erfurt sowie Herr von Stoppen und Konradswaldau.

## Leben

### Herkunft
Seine Eltern waren der Gutsbesitzer Etienne Lieug (Kayr) von Blumenstein (1716–1799) und dessen Ehefrau Desiree Magdalene Marguerite, geborene de Montrognon (1738–1778).

### Militärkarriere
Blumenstein ging im Jahr 1783 als Ingenieur in französische Dienste und kam 1786 nach Straßburg. Im Jahr 1791, also nach der französischen Revolution, verließ er die französische Armee und ging am 1. September 1792 in preußische Dienste. Er kam als Volontär in das Ingenieurkorps und wurde dem Hauptquartier des Fürsten Hohenlohe zugeteilt. Sein Gehalt dafür war 25 Taler monatlich. Im kurz darauf ausbrechenden Ersten Koalitionskrieg kämpfte Blumenstein bei den Belagerungen von Longwy, Verdun, Mainz, der Kanonade von Valmy sowie in den Gefechten bei Grandpre, Hochheim, Guntersblum, Eschweiler, Bitch und der Schlacht bei Kaiserslautern. Dazu erhielt er am 23. Juli 1793 den Orden Pour le Mérite. Am 10. Juli 1795 erhielt Blumenstein die Mitteilung, dass er zunächst im Etat des Stabes Hohenlohe verbleiben solle. Am 7. April 1797 wurde er als Stabskapitän (ohne Patent) in das Füsilier-Bataillon Nr. 10 der oberschlesischen Füsilier-Brigade aggregiert und dann am 9. September 1797 mit Patent vom 12. September 1797 einrangiert. Am 24. Februar 1801 wurde er als Hauptmann und Kompaniechef in das Füsilier-Bataillon Nr. 7 versetzt. Am 23. November 1805 wurde er als Adjutant zum General Hohenlohe versetzt. Als im Jahr darauf der Vierte Koalitionskrieg ausbrach, kämpfte Blumenstein in der Schlacht bei Jena und ging bei der Kapitulation bei Prenzlau in Gefangenschaft. Nach dem Krieg sollte er als Ausländer entlassen werden, aber auf seine Bitte hin blieb er bei der Armee.
So wurde Blumenstein am 1. Dezember 1807 als Vizekommandant in die Festung Glatz versetzt. Dazu erhielt er am 29. Juli 1808 die Beförderung zum Major. Am 3. Juni 1809 wurde er Kommandant ad interim von Glatz, da der Kommandant Oberst Boguslawski vorläufig nach Königsberg versetzt wurde. Zu seinem Posten als Kommandanten erhielt Blumenstein am 26. Juni 1810 das Kommando über die Schlesische Artillerie. Am 24. Juli 1811 wurde er dann zum Brigadier der Schlesischen Artillerie ernannt und am 2. August 1811 mit dem Roten Adlerorden III. Klasse ausgezeichnet.
Im Vorfeld der Befreiungskriege wurde er am 8. März 1813 zur Gruppe um General Friedrich Schuler von Senden versetzt, die die Belagerung von Glogau vorbereitete. Außerdem wurde Blumenstein am 10. Juni 1813 zum Oberstleutnant befördert. Im Krieg kämpfte er dann bei der Belagerung von Glogau, wobei er das Eiserne Kreuz und den Russischen Orden der Heiligen Anna III. Klasse erwarb. Am 2. November 1813 wurde er mit der Führung des 2. Schlesischen Landwehr-Regiments beauftragt sowie am 20. November 1813 zum Kommandeur der Truppen zur Einschließung von Glogau ernannt. Zudem wurde er am 8. Dezember 1813 zum Oberst befördert (Patent zum 12. Dezember 1813) und dann wirklicher Kommandeur der Truppen.
Nach dem Pariser Frieden erhielt Blumenstein drei Monate Urlaub, um nach Frankreich zu gehen. Am 31. Mai 1815 stieg er zum Generalmajor (Patent zum 13. Juni 1815) auf und wurde am 10. Juni 1815 Chef der 19. Brigade im V. Armee-Korps. Am 16. März 1816 wurde er dann zum Brigadechef der Artillerie in Schlesien und Posen. Am 3. April 1820 wurde er dann zum Inspekteur der 1.,5. und 6. Artillerie-Brigade ernannt. Aber am 8. Mai 1821 wurde er zum Kommandanten von Erfurt ernannt und schon am 27. September 1821 wurde er mit einem Gehalt von 1500 Talern inaktiv gestellt. Am 12. Mai 1825 und am 10. Mai 1827 bekam er jeweils fünf Monate Urlaub in Frankreich. Er starb am 14. Dezember 1835 in Konradswaldau (Kreis Trebnitz).
In seiner Beurteilung aus dem Jahr 1804 schrieb der Major von Rosen: „Ein Mann, der Fleißig und die kurze Zeit seiner Dienste sich viele Mühe gegeben hat, dieselben zu erlernen. Hat eine moralisches anständiges Betrage und ist nicht ohne Kenntnis der Mathematik, zeichnet auch gut. Ist noch jung und von gutem Ansehen, ist im leichten Dienst ganz geschickt.“

### Familie
Blumenstein heiratete am 8. Januar 1797 in Ansbach Marie Anna Charlotte Sophie Jaqueline Desiree Taverne de Longchamps (1772–1858). Sie war eine Tochter des französischen Ingenieurmajors Nikolas Franz Taverne de Longchamps (1708–1747). Das Paar hatte vier Töchter:
- Celina Marie Viktorie (* 6. November 1797)
- Marqueritte Euphrosyne Emilie (* 1. Dezember 1799) ⚭ Sylvius Nikolaus Ernst von Debschütz, Herr auf Senditz
- Sophie ⚭ Friedrich Adam Jaroslaw von Rothkirch und Panthen (* 15. Dezember 1794)[4]
- Melanie Emilie Konstanze (* 24. Januar 1802; † 23. April 1857) ⚭ Sylvius Nikolaus Wolf Albert von Debschitz (* 9. September 1806; † 6. Dezember 1853)[5][6], ein Bruder des Generalleutnants Kolmar von Debschitz